# Don Alder

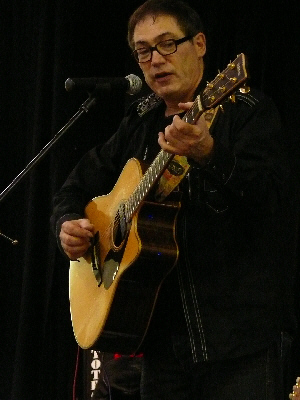
Don Alder

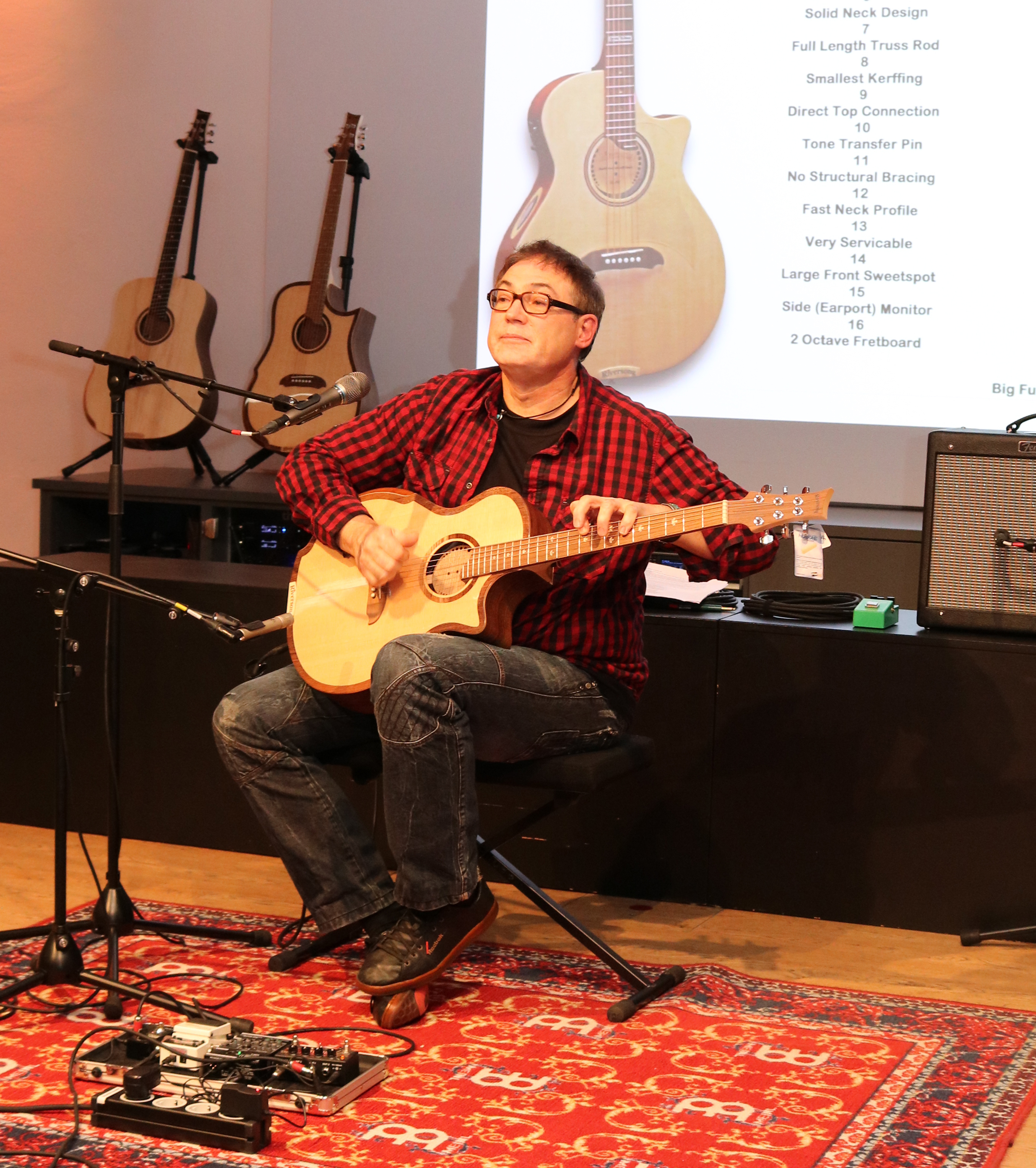
Konzert im November 2016

Don Alder (* Vancouver) ist ein kanadischer Gitarrist.

## Biografie
Don Alder verbrachte seine frühe Kindheit in Montreal, Quebec, bevor seine Familie zurück nach British Columbia in die Stadt Williams Lake zog. Mit dem Gitarre-Spielen begann er im Alter von 11 Jahren.
Im März 1985 legte Don Alder eine musikalische Pause ein, um seinen langjährigen Freund Rick Hansen auf seiner Man-In-Motion-Weltumrundungstour zu begleiten.
Er schreibt seine Musik selbst und hat bisher sechs CDs veröffentlicht. Seine CD „Not A Planet“ brachte ihm 2009 eine Nominierung bei den Canadian Folk Awards in der Kategorie „Instrumental-Solo-Künstler“ ein.
Im Jahr 2007 wurde er Internationaler Fingerstyle Champion.
2010 gewann er den Guitar Superstar Wettbewerb.
2011 belegte er den ersten Platz im World Wide Guitar Idol Wettbewerb.
Don Alder wurde 2013 der Brand Laureate Award in Malaysia verliehen.
Don Alders Person kommt in dem Film "Heart of a Dragon" aus dem Jahr 2008 vor; er wird von dem Schauspieler Andrew Lee Potts gespielt. Der Film basiert thematisch auf der Man-In-Motion-Tour mit Rick Hansen. Es gibt auch ein Theaterstück mit dem Titel "Rick: The Rick Hansen Story", in dem es um die Man-In-Motion-Tour geht und in der ebenfalls Don Alder als Rolle vorkommt.
Don Alder hat sich ehrenamtlich bei der Vancouver Adapted Music Society engagiert.
Don Alder ist außerdem ehrenamtlich als „Artist as teachers“ für DAREarts tätig, einer kanadischen Wohltätigkeitsorganisation, die erzieherische Erfahrungen in den Künsten benutzt, um Kinder und Jugendliche, die besonders herausgefordert sind, in Zuversicht, Mut und Führungsfähigkeiten zu stärken und um deren Potentiale zu heben. 
Don Alder tritt an vielen Orten auf, nicht nur in Kanada, auch in Europa, den Vereinigten Staaten und Asien. Wenn er nicht allein auftreten will, tut er sich gern mit Keith Knight als "Extreme Guitar Duo" zusammen.
Greenfield Guitars hat eine Gitarre für Don Alder kreiert.
Don Alder schreibt für das Iguitar Magazin.
Don Alder war 2011 Gast im kanadischen Radio – in der CBC-Sendung "North by Northwest" (NXNW).
Die University of British Columbia listet Don Alder als „Featured Presenter“.
Der kanadische Akustik-Gitarrist Don Alder sollte nicht mit dem US-amerikanischen Schauspieler gleichen Namens verwechselt werden.

## Diskografie
- 2003: Acoustiholic[19]
- 2005: Best of Don Alder
- 2005: Cool Tunes Compilation
- 2005: Take The Train, eh
- 2007: Acoustic Matters
- 2008: Not A Planet
- 2015: Armed & Dangerous